# Frank Moser (artista)
Frank Moser (1886 - 1964) fue un artista estadounidense, ilustrador y director de películas quien cofundó Terrytoons, las películas de caricaturas animadas. Entre 1916 y 1937 dirigió 202 películas. 
Nació en Oketo, Kansas y estudió arte en la Liga de estudiantes de arte de Nueva York y la National Academy of Design. Fue un caricaturista para Des Moines Register and Leader, antes de viajar a Nueva York en 1916. En 1929 junto a Paul Terry establecieron 'Moser & Terry' para crear Terrytoons. Moser fue el animador más prolífico de Terrytoons, con frecuencia responsable de casi la mitad del metraje de cada animación. También fue el único junto a Terry y el director musical Philip A. Scheib en recibir créditos en pantalla. 
Moser pintó paisajes en sus últimos años y los exhibió en galerías en Nueva York y Westchester County. Fue miembro de Allied Artists of America, de American Water Color Society y de Salmagundi Club. Fue el primer tesorero de la Hudson Valley Art Association y su historiador hasta su muerte, ocurrida en el Hospital Dobbs Ferry a los 78 años.

## Filmografía (como director)
- 1916: Parcel Post Pete: Not All His Troubles Are Little Ones
- 1916: Kid Casey the Champion
- 1920: Handy Mandy's Goat
- 1920: The Kids Find Candy's Catching
- 1920: Bud Takes the Cake
- 1920: The New Cook's Debut
- 1920: Mice and Money
- 1920: Down the Mississippi
- 1920: Play Ball
- 1920: Romance and Rheumatism
- 1920: Bud and Tommy Take a Day Off
- 1920: The North Pole
- 1920: The Great Clean Up
- 1920: Bud and Susie Join the Tecs
- 1920: Fifty-Fifty
- 1921: Getting Theirs
- 1921: Ma's Wipe Your Feet Campaign
- 1921: Clean Your Feet
- 1921: Circumstantial Evidence
- 1921: By the Sea
- 1921: $10,000 Under a Pillow
- 1921: Dashing North
- 1921: Kitchen, Bedroom, and Bath
- 1921: The Wars of Mice and Men
- 1927: The Broncho Buster
- 1928: The Good Ship Nellie
- 1928: On the Ice
- 1928: Barnyard Lodge Number One
- 1928: Coast to Coast
- 1928: The Huntsman
- 1928: Our Little Nell
- 1928: Alaska or Bust
- 1928: Gridiron Demons
- 1928: Land o' Cotton
- 1929: Snapping the Whip
- 1929: Sweet Adeline
- 1929: Enchanted Flute
- 1929: Cabaret
- 1930: Caviar
- 1930: Hot Turkey
- 1930: Spanish Onions
- 1930: Pretzels
- 1930: Indian Pudding
- 1930: Roman Punch
- 1930: Hawaiian Pineapples
- 1930: Swiss Cheese
- 1930: Codfish Balls
- 1930: Hungarian Goulash
- 1930: Bully Beef
- 1930: Kangaroo Steak
- 1930: Monkey Meat
- 1930: Chop Suey
- 1930: French Fried
- 1930: Dutch Treat
- 1930: Irish Stew
- 1930: Fried Chicken
- 1930: Jumping Beans
- 1930: Scotch Highball
- 1930: Salt Water Taffy
- 1930: Golf Nuts
- 1930: Pigskin Capers
- 1931: Razzberries
- 1931: Popcorn
- 1931: Club Sandwich
- 1931: Go West, Big Boy
- 1931: Quack, Quack
- 1931: The Explorer
- 1931: Clowning
- 1931: Sing, Sing Song
- 1931: The Fireman's Bride
- 1931: The Sultan's Cat
- 1931: A Day to Live
- 1931: 2000 B.C.
- 1931: Blues
- 1931: By the Sea
- 1931: Her First Egg
- 1931: Jazz Mad
- 1931: Canadian Capers
- 1931: Jesse and James
- 1931: The Champ
- 1931: Around the World
- 1931: Jingle Bells
- 1931: The Black Spider
- 1931: China
- 1931: The Lorelei
- 1931: Summer Time
- 1931: Aladdin's Lamp
- 1932: The Villain's Curse
- 1932: Noah's Outing
- 1932: The Spider Talks
- 1932: Peg Leg Pete
- 1932: Play Ball
- 1932: Ye Olde Songs
- 1932: Bull-ero
- 1932: Radio Girl
- 1932: Woodland
- 1932: Romance
- 1932: Farmer Al Falfa's Bedtime Story
- 1932: Bluebeard's Brother
- 1932: The Mad King
- 1932: Cocky Cock Roach
- 1932: Spring Is Here
- 1932: Farmer Al Falfa's Ape Girl
- 1932: Sherman Was Right
- 1932: Burlesque
- 1932: Southern Rhythm
- 1932: Farmer Al Falfa's Birthday Party
- 1932: College Spirit
- 1932: Hook and Ladder No. 1
- 1932: The Forty Theves
- 1932: Toyland
- 1932: Hollywood Diet
- 1932: Ireland or Bust
- 1933: Jealous Lover
- 1933: Robin Hood
- 1933: Hansel and Gretel
- 1933: The Tale of a Shirt
- 1933: Down on the Levee
- 1933: Who Killed Cock-Robin
- 1933: Oh! Susanna
- 1933: Romeo and Juliet
- 1933: Pirate Ship
- 1933: Tropical Fish
- 1933: Cinderella
- 1933: King Zilch
- 1933: The Banker's Daughter
- 1933: The Old Can Mystery
- 1933: Fanny in the Lion's Den
- 1933: Hypnotic Eyes
- 1933: Grand Uproar
- 1933: Pick-necking
- 1933: Fanny's Wedding Day
- 1933: A Gypsy Fiddler
- 1933: Beanstalk Jack
- 1933: The Village Blacksmith
- 1933: Robinson Crusoe
- 1933: Little Boy Blue
- 1933: In Venice
- 1933: The Sunny South
- 1934: Holland Days
- 1934: Rip Van Winkle
- 1934: The Last Straw
- 1934: The Owl and the Pussycat
- 1934: A Mad House
- 1934: Joe's Lunch Wagon
- 1934: Just a Clown
- 1934: The King's Daughter
- 1934: The Lion's Friend
- 1934: Pandora
- 1934: Slow But Sure
- 1934: See the World
- 1934: My Lady's Garden
- 1934: Irish Sweepstakes
- 1934: Busted Blossoms
- 1934: Mice in Council
- 1934: Why Mules Leave Home
- 1934: Jail Birds
- 1934: The Black Sheep
- 1934: The Magic Fish
- 1934: Hot Sands
- 1934: Tom, Tom the Piper's Son
- 1934: Jack's Shack
- 1934: South Pole or Bust
- 1934: The Dog Show
- 1935: The First Snow
- 1935: What a Night
- 1935: The Bull Fight
- 1935: Peg Leg Pete, the Pirate
- 1935: Fireman, Save My Child
- 1935: The Moth and the Spider
- 1935: Old Dog Tray
- 1935: Flying Oil
- 1935: Five Puppets
- 1935: The Runt
- 1935: A Modern Red Riding Hood
- 1935: Opera Night
- 1935: King Looney XIV
- 1935: Moans and Groans
- 1935: Amateur Night
- 1935: The Foxy-Fox
- 1935: Chain Letters
- 1935: Birdland
- 1935: Circus Days
- 1935: Hey Diddle Diddle
- 1935: Foiled Again
- 1935: Football
- 1935: A June Bride
- 1935: Aladdin's Lamp
- 1935: Southern Horse-pitality
- 1935: Ye Olde Toy Shop
- 1935: The Mayflower
- 1936: The Feud
- 1936: The 19th Hole Club
- 1936: Alpine Yodeler
- 1936: Home Town Olympics
- 1936: Barnyard Amateurs
- 1936: Off to China
- 1936: A Wolf in Cheap Clothing
- 1936: Rolling Stones
- 1936: The Busy Bee
- 1936: The Sailor's Home
- 1937: Play Ball